# 夏天 (童星)
夏天（英語：Kyana Poppy Downs，2009年12月2日—），小名，節目主持人夏克立和女藝人黄嘉千的女兒。
2015年與父親夏克立參與湖南衛視《爸爸去哪兒第三季》而走紅，因為擁有可愛的混血臉孔和溫暖善良的性格，不僅在節目中深受小夥伴歡迎，也擄獲大量觀眾的心，甚至被封為「没有公主病的公主」。

## 演出作品

### 綜藝節目
| 年份   | 日期             | 電視台   | 節目名稱         | 備註                         |
| 2015年 | 7月10日-10月30日 | 湖南衛視 | 爸爸去哪兒第三季 | 與父親夏克立及其他節目參加者 |
| 2016年 | 1月1日-4月1日    | 北京衛視 | 二胎時代         | 與父母                       |

### MV
2015年
- 於黃曉明與Angelababy 的世紀婚禮上播放的成長影片中飾演年幼時的Angelababy

## 音樂作品
2016
- 《爸爸去哪兒》（爸爸去哪兒（第三季）主題曲）
- 小小的美好

## 廣告
2011年
- 桂格成長奶粉

2015年
- ELLE TV
- 惠爾頓安全座椅
- 雅芳AVON

2016年
- 沙威隆抗菌沐浴乳

## 外部連結
- 夏天在豆瓣上的资料（简体中文）
- 夏天在时光网上的簡介（简体中文）